# Eulithis annexa
Eulithis annexa är en fjärilsart som beskrevs av Schimia 1908. Eulithis annexa ingår i släktet Eulithis och familjen mätare. Inga underarter finns listade i Catalogue of Life.